# 스토아 학파
스토아 학파(Stoicism)는 그리스 로마 철학의 한 유파이다. 기원전 313년 키프로스 출신의 제논이 아테네로 건너와 창시했다. 스토아(στοά)란 본래 건물 앞면은 기둥으로, 뒷면은 벽으로 이루어진 고대 그리스의 공공 건축물을 뜻하는 말이다. 제논이 아테네에서 강연한 장소인 주랑(柱廊, stoa)이었던 것에서 그 이름이 유래했다.

## 역사

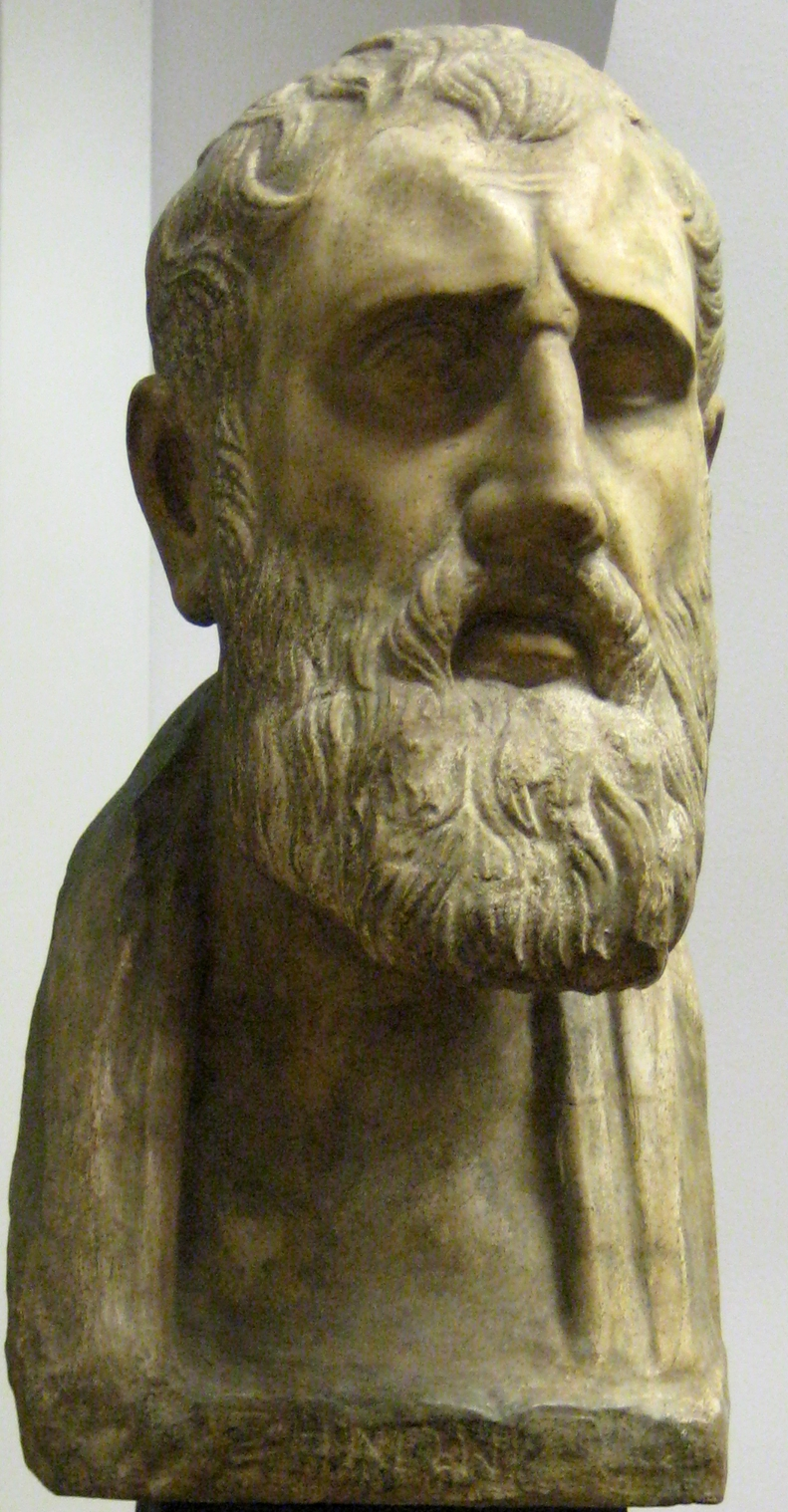
키티온의 제논.

스토아 학파는 기원전 3세기를 고(古) 스토아 시기(제논, 클레안테스, 크리시포스), 기원전 2~1세기를 중기 스토아 시기(파나이티오스, 포세이도니오스), 1~2세기를 후기 스토아 시기(세네카, 에픽테토스, 마르쿠스 아우렐리우스)로 총 3개의 시기로 구분한다.
고스토아 학파는 아테네를 중심으로 전개되었으나, 중기 이후는 주로 로마로 활동 무대를 옮겼다. 또 파나이티오스를 제외하면 이 학파 학자들은 순수 그리스인이 거의 없고, 대부분 소아시아의 신흥 무역 도시 출신 셈계(系) 사람들이었다. 그들의 출신 계층과 직업도 상인의 자제, 고학생, 노예, 황제 등 다양했다.
제논 등 초기 그리스의 스토아주의 저작은 거의 남아 있지 않다. 그들의 사상은 거의 후기 스토아 철학자인 키케로, 세네카, 에픽테토스, 마르쿠스 아우렐리우스 등의 저작에서 재구성한 것이다.

## 사상
스토아는 하나의 핵을 중심으로 형성·계승되어 고정된 사상 체계는 아니다. 사람에 따라, 또 시대에 따라 그 사상에 상당한 차이가 있고 내용도 다양하다. 
스토아 학파는 학문을 자연학, 논리학, 윤리학의 세 가지로 분류한다. 그러나 이 세 학문은 독립적으로 존재하는 것이 아니라 논리학을 매개로 상호 연결되어 있다. 시기별로는 후기로 넘어가면서 점차 자연학보다는 윤리학 쪽에 학자들 관심이 더 쏠리게 되었다.
스토아 학파는 윤리학의 측면에선 주로 키니코스 학파의 계보를 쫓고, 자연학 측면에서는 헤라클레이토스의 영향을 받았다고 할 수 있다. 그러나 전반적으로 여러 가지 요소가 절충되어 있어 특정 학파와 너무 깊게 관련짓는 것은 타당하지 않다. 

### 자연학
스토아 학파는 전체론적 철학을 전개했다. 좋은 삶을 영위할 수 있는 방법을 우주의 물질적 구조에 대한 견해로부터 이끌어냈다. 자연학과 윤리학을 하나로 통합해서 사고한 것이다.
그들은 이 세계(우주)에 존재하는 것은 모두 물체이고, 불과 같이 미세한 물질로 구성되어 있다고 보았다. 심지어 그들은 신조차도 인간이나 자연과 마찬가지로 물질이라고 생각했다. 그들에 따르면, 세상 만물은 이 근원으로부터 생성했다 회귀하는 과정을 반복하도록 되어 있다. 마치 꿀이 벌집 속으로 번져나가듯, 물체로서의 신이 우주 만물을 관철하여 순환하는 것이 섭리이고, 이는 인간 측면에서 보면 운명으로 나타난다. 따라서 신·자연·운명·섭리는 동의어이다.
스토아 철학에서는 우주가 신이고, 신이 우주이다. 우주 만물은 하나의 물질로 이루어져 있고, 상호 밀접하게 관련되어 있다. 다만, 능동적으로 작용하는 것(신)과 수동적으로 작용받는 것(인간, 사물)의 차이가 있을 뿐이다. 인간 인식 작용의 원천도 감각(물체로부터 오는 자극과 그에 대한 반응)에서 구하고, 인간도 우주라는 큰 도시의 시민(코스모폴리티스)이라고 주장한다. 전체론적 관점, 즉 유물론적 일원론을 구사하는 것이다.
스토아 철학은 우주에서 작용하는 근원적 물체(신)을 프네우마(pneuma, 숨, 정신), 즉 천상의 불(불 같은 숨)이라고 했다. 이는 삼단 논법으로 구성된다. (1) 숨은 생명에 본질적이다. 죽으면 숨쉬기를 멈추기 때문이다. (2) 숨이 생명의 원리이고, 생명의 근원이 신이라면, 신은 특별한 종류의 생명 원리일 것이다. (3) 불은 천상과 관련이 있다. 따라서 신은 천상의 불 같은 숨이다.
이러한 주장은 영혼과 불을 연결하는 헤라클레이토스 철학과 유사하다. 프네우마는 온 우주에서 사물과 뒤섞인다. 따라서 우주 만물에는 신이 내재한다. 이는 일종의 범신론으로, 스토아 학파의 출발점인 유물론적 일원론과 모순되는 측면이 있다. 후기로 접어들면서 스토아 철학은 점차 이런 유심론 성향이 짙어진다.

### 윤리학
스토아 학파는 이러한 자연학을 윤리학과 연결하려 했다. 좋은 삶이 무엇인지, 어떻게 해야 좋은 삶을 영위할 수 있는지를 실제로 보여주려고 했다. 전반적으로 이들은 외적 권위나 세속적인 것을 거부하고 금욕과 극기의 태도를 얻으려 했다는 공통점이 있다. 
윤리를 중시하는 스토아 학파의 특징엔 시대적 영향이 스며 있다. 이들은 폴리스가 아니라 알렉산드로스 왕이 동서양에 걸쳐 건설한 거대 제국이나 로마 제국에서 살았다. 좁은 도시 국가에서 거대 제국은 생활 공간이 확대된 것이다. 이런 시대에 개인은 생존 근거를 실감이 닿지 않는 추상적 공론이나 정치적, 사회적 현실보다 자기 의지나 감각을 통해 얻는 사실에서 찾을 수밖에 없었다.
스토아 학파에 따르면, 신은 이성적(logos)이다. 이성은 인간이 염원할 수 있는 최고의 능력이기 때문이다. 신은 우주 어디에나 존재하므로, 우주 역시 이성적이어야 했다. 우리 영혼에도 신(프네우마)이 깃들어 있다. 따라서 우리 안에 있는 신적인 힘, 즉 이성을 활용해 우리 영혼을 최대한 신성에 가깝게 할 때, 인간은 궁극의 행복에 이를 수 있다.
 

하지만 인간은 자기 안에 있는 신성(프네우마)를 활용하기보다 비이성적 요소들에 휘둘린다. 스토아 학파는 그 원인을 통제력에서 찾는다. 걷는 사람은 자기 의지에 따라 멈출 수도 있고, 방향을 바꿀 수도 있고, 뒤돌아설 수도 있지만, 뛰는 사람은 걷는 사람에 비해 자기 행동에 대한 통제력이 약하다. 이처럼 이성은 가장 건강한 상태와 병든 상태 사이에서 다양한 모습을 띨 수 있다. 우리는 신성한 자연 세계와 조화로운 삶을 택해 이성적으로 행복하게 살 수도 있고, 그 반대를 선택할 수도 있다. 한마디로, 우리 삶에 대한 책임은 전적으로 삶의 순간순간 결정을 내리는 우리 자신에게 달려 있다. 
우리에게 매달린 실을 잡아당기는 힘이 우리 내면에 있음을 기억하라. 그것이 우리 행동과 우리 삶의 원천임을, 다시 말해 자기 자신임을 기억하라. (마르쿠스 아우렐리우스)
우리의 모든 것이 우리 자신에게 달려 있다면, 자기 점검, 자기 배려는 필수적이다. 우리는 스스로 행복한지, 제대로 작동하는 쓸모 있는 인간인지를 끊임없이 성찰해야 한다. 재산, 권력, 출신, 신분 등 외부 상황은 우리 마음대로 되는 게 아니므로, 우리 뜻대로 할 수 있는 것, 즉 우리 자신의 머릿속에서 벌어지는 일에 집중해야 좋은 삶을 살 수 있다. 행복해지고 싶다면 자기 자신을 알아서 마음을 더 생산적이고 쓸모 있는 방식으로 사용해야 한다. 따라서 스토아 학파는 자기 절제(금욕주의)를 강조한다.  
문제는 신의 섭리(우주 법칙)와 인간 선택이 충돌한다는 점이다. 스토아 학파에 따르면, 신은 우주 만물에 스며든 프네우마이다. 따라서 신의 법칙, 즉 운명을 벗어날 수 있는 건 아무것도 없다. 이는 자연스레 목적론적, 결정론적 세계관과 연결된다. 그런데 우주를 지배하는 필연이 있다면, 인간이 어떻게 자유로울 수 있고, 모든 것이 우리 책임일 수 있을까. 스토아 학파에서는 비유로 이를 설명한다.
 

긴 줄로 수레에 묶인 개가 있다. 이 개는 A지점에서 B지점으로 수레와 함께 이동할 운명에 처해 있다. 하지만 이 개는 이성에 조화롭게 기꺼이 이동할 수도 있고, 이성에 저항하며 몸부림치면서 괴롭게 이동할 수도 있다. 선택은 개에 달려 있다. 좋은 삶이란 이성(운명, 섭리, 신)과 조화를 이루면서 이성적으로(윤리적으로) 살아서 올바른 사람이 되는 데 달려 있다. 우주의 큰 흐름에 순응하여 조화롭게 살고자 주체적·적극적 태도로 노력하는 사람, 즉 덕 있는 사람이 되어야 하는 것이다. 
당신은 연극 속 배역을 작가가 원하는 대로 연기한다는 것을 기억하라. 작가가 그 배역이 단명하기를 원하면 단명할 것이고, 장수하길 원하면 장수할 것이다. 작가가 당신에게 준 배역이 빈자든 장애인이든 공인이든 사인이든 당신은 마음을 다해 주어진 배역을 능숙하게 연기하라. 당신이 할 일은 자신에게 주어진 배역을 잘 연기하는 것이지 다른 배역을 고르는 것이 아니기 때문이다. (에픽테토스)
스토아 학파에서 덕은 오이케이오시스(oikeiosis, 전유)를 통해 길러진다. 오이케이오시스란 자기 바깥에 있는 어떤 것을 자기 것으로 삼는 일이다. 사람은 자기 바깥에 있는 사물 또는 일에 대해 이로운 것과 해로운 것을 분별하고 선택해서 자기 것으로 삼는다. 이때 선택해야 할 것은 건강, 재산, 지위, 평판 등이 아니라 궁극적이고 절대적인 선이다. 그 절대적 선에 실제로 도달했느냐는 중요하지 않았다. 중요한 것은 목표로 삼은 것이 올바르냐 그르냐 하는 사실 그 자체였다. 가령, 불이 난 집에서 아이를 구출하려 한다고 하자. 이때 아이를 구하는 건 그 아이를 위해서가 아니다. 그러는 것이 덕 있는 행동이기 때문이다. 아이를 구하면 더 좋겠지만, 실제 아이를 구했느냐는 궁극적 관점에선 별로 중요하지 않다. 무엇을 선택했느냐가 더 중요하다.
그러나 스토아 학파가 자기 행복에만 관심이 있었던 건 아니다. 그들은 신적 섭리의 보편성을 믿었다. 만물이 프네우마를 공유하기 때문이다. 따라서 그들은 자기 자식, 가족, 친구만을 이롭게 하려는 우리의 본능적 성향은 자연스레 인류 전체를 이롭게 하려는 더 큰 소망으로 발전한다고 생각했다. 세계가 한 가족이라는 생각, 이러한 세계 가족의 행복을 증진하는 일이 만인의 의무라는 생각은 후대에 세계 시민 의식과 만민법 사상으로 발전했다. 스토아 학파에 영향을 받아 로마인들은 넓어지는 영토에 비례해서 시민권 적용 범위를 점차 넓혀갔고, 마침내 서기 3세기 카라칼라 황제 땐는 모든 자유인에게 시민권을 부여했다.

## 영향
스토아 학파는 고대 말기에서 현대에 이르기까지 철학·종교·문학 분야에서 커다란 영향을 끼쳤다. 
플로티노스는 플라톤을 스토아 학파 관점에서 해석함으로써 이른바 신플라톤주의의 기초를 확립했다. 영혼은 초월적 성장을 통해 신을 인식할 수 있다는 관점을 받아들인 것이다. 
알렉산드리아의 클레멘스나 오리게네스는 기독교 신학으로 체계화하는 데 스토아 학파의 입장을 원용했다. 기독교 사상가들은 스토아 학파의 유물론적 관점을 부정했으나, 우주는 물질과 영혼으로 이루어져 있다는 이원론, 우주에 신성이 스며 있다는 생각, 인간은 덕을 쌓아 신과 하나가 되기 위해 노력해야 한다는 믿음은 상당 부분 받아들였다. 또한 '신은 선한데, 왜 세상에는 악이 존재하는가'라는 질문에 관한 대답, 즉 스토아 학파의 신정론(神正論)에 깊은 관심을 보였다.
자연 사상의 성립이나 조르다노 브루노, 스피노자의 사상 등 근세에서도 신과 자연을 동일시하려는 스토아 학파의 관점은 큰 역할을 수행했다. 후기 스토아 학파의 윤리 사상은 몽테뉴 등의 모랄리스트들에게 일종의 처세훈으로 애독됐다. 
현대에는 논리학 분야에서 말과 말의 관계가 아니라 명제 상호 간의 관계를 문제 삼는 스토아 학파의 논리학이 재평가되고 있다. 심리학에서는 인지 행동 치료가 스토아 학파의 영향을 받았다. 모든 결정이 자기 자신에게 달려 있다는 스토아 학파의 가르침에 따라, 인지 행동 치료에서는 환자가 자신의 생각, 느낌, 행동 중에서 자신에게 도움 되는 것과 도움 되지 않는 것을 구별하게 한 후, 도움 되는 것들에 집중하고 이를 실천에 옮기도록 돕는다.

## 같이 보기
- 아모르 파티
- 마르쿠스 아우렐리우스

## 참고 문헌
- 이 문서에는 다음커뮤니케이션(현 카카오)에서 GFDL 또는 CC-SA 라이선스로 배포한 글로벌 세계대백과사전의 내용을 기초로 작성된 글이 포함되어 있습니다.